# Єнс Кніппшильд
Єнс Кніппшильд (нім. Jens Knippschild; нар. 15 лютого 1975) — колишній німецький тенісист.
Найвищу одиночну позицію світового рейтингу — 76 місце досяг 9 серпня 1999, парну — 53 місце — 9 червня 1997 року.
Здобув 2 парні титули.
Найвищим досягненням на турнірах Великого шолома був чвертьфінал в парному розряді.
Завершив кар'єру 2004 року.

## Фінали турнірів ATP за кар'єру

### Одиночний розряд: 1 (1 поразка)
| Легенда                                 |
| --------------------------------------- |
| Турніри Великого шолома                 |
| Фінали Світового туру ATP серії Мастерс |
| Серія турнірів ATP                      |
| Світова серія ATP (0–1)                 |

| Фінали за покриттям |
| ------------------- |
| Тверде (0–0)        |
| Ґрунт (0–0)         |
| Трава (0–1)         |
| Килим (0–0)         |

| Фінали за типом корту |
| --------------------- |
| Відкритий корт (0–1)  |
| Закритий корт (0–0)   |

| Результат | В-П | Дата     | Турнір       | Рівень           | Покриття | Суперник      | Рахунок       |
| --------- | --- | -------- | ------------ | ---------------- | -------- | ------------- | ------------- |
| Поразка   | 0–1 | Лип 2000 | Ньюпорт, США | Серія Інтернешнл | Трава    | Петер Весселс | 6–7(3–7), 3–6 |

### Парний розряд: 3 (2–1)
| Легенда                                 |
| --------------------------------------- |
| Турніри Великого шолома                 |
| Фінали Світового туру ATP серії Мастерс |
| Серія турнірів ATP                      |
| Світова серія ATP (2–1)                 |

| Фінали за покриттям |
| ------------------- |
| Тверде (0–0)        |
| Ґрунт (2–1)         |
| Трава (0–0)         |
| Килим (0–0)         |

| Фінали за типом корту |
| --------------------- |
| Відкритий корт (2–1)  |
| Закритий корт (0–0)   |

| Результат | В-П | Дата     | Турнір               | Рівень           | Покриття | Партнер      | Суперники                              | Рахунок                 |
| --------- | --- | -------- | -------------------- | ---------------- | -------- | ------------ | -------------------------------------- | ----------------------- |
| Поразка   | 0–1 | Тра 1997 | Мюнхен, Німеччина    | Світова серія    | Ґрунт    | Карстен Браш | Пабло Альбано Алекс Корретха           | 6–3, 5–7, 2–6           |
| Перемога  | 1–1 | Лип 2001 | Swedish Open, Швеція | Серія Інтернешнл | Ґрунт    | Карстен Браш | Сімон Аспелін Ендрю Кратцманн          | 7–6(7–3), 4–6, 7–6(7–5) |
| Перемога  | 2–1 | Вер 2002 | Бухарест, Румунія    | Серія Інтернешнл | Ґрунт    | Петер Нюборґ | Еміліо Бенфеле Альварес Андрес Шнейтер | 6–3, 6–3                |

## Фінали ATP Челленджер і ITF Ф'ючерс

### Одиночний розряд: 10 (5–5)
| Легенда              |
| -------------------- |
| ATP Челленджер (5–4) |
| ITF Ф'ючерс (0–1)    |

| Фінали за покриттям |
| ------------------- |
| Тверде (0–1)        |
| Ґрунт (2–4)         |
| Трава (0–0)         |
| Килим (3–0)         |

| Результат | В-П | Дата     | Турнір                   | Рівень     | Покриття | Суперник              | Рахунок                 |
| --------- | --- | -------- | ------------------------ | ---------- | -------- | --------------------- | ----------------------- |
| Поразка   | 0–1 | Чер 1994 | Вайден, Німеччина        | Челленджер | Ґрунт    | Мікаель Тільстрем     | 2–6, 4–6                |
| Перемога  | 1–1 | Лют 1996 | Любек, Німеччина         | Челленджер | Килим    | Ніколас Кіфер         | 7–6, 6–1                |
| Перемога  | 2–1 | Лип 1996 | Оберштауфен, Німеччина   | Челленджер | Ґрунт    | Габрієль Сільберштайн | 6–3, 5–7, 7–6           |
| Поразка   | 2–2 | Вер 1996 | Бад-Заров, Німеччина     | Челленджер | Ґрунт    | Магнус Норман         | 2–6, 2–6                |
| Перемога  | 3–2 | Лют 1997 | Вольфсбург, Німеччина    | Челленджер | Килим    | Арне Томс             | 6–4, 6–3                |
| Поразка   | 3–3 | Вер 1998 | Щецин, Польща            | Челленджер | Ґрунт    | Юнес Ель-Айнауї       | 3–6, 4–6                |
| Перемога  | 4–3 | Чер 1999 | Брауншвейг, Німеччина    | Челленджер | Ґрунт    | Франко Скілларі       | 7–5, 7–6(8–6)           |
| Перемога  | 5–3 | Жов 2000 | Еккенталь, Німеччина     | Челленджер | Килим    | Олів'є Мютіс          | 6–7(5–7), 7–6(7–4), 7–5 |
| Поразка   | 5–4 | Сер 2001 | Менхенгладбах, Німеччина | Челленджер | Ґрунт    | Юрген Мельцер         | 6–4, 1–6, 3–6           |
| Поразка   | 5–5 | Жов 2002 | Франція F20, Сен-Дізьє   | Ф'ючерс    | Тверде   | Мартін Штепанек       | без гри                 |

### Парний розряд: 20 (15–5)
| Легенда               |
| --------------------- |
| ATP Челленджер (14–5) |
| ITF Ф'ючерс (1–0)     |

| Фінали за покриттям |
| ------------------- |
| Тверде (1–0)        |
| Ґрунт (12–3)        |
| Трава (0–0)         |
| Килим (2–2)         |

| Результат | В-П  | Дата     | Турнір                   | Рівень     | Покриття | Партнер            | Суперники                        | Рахунок            |
| --------- | ---- | -------- | ------------------------ | ---------- | -------- | ------------------ | -------------------------------- | ------------------ |
| Поразка   | 0–1  | Чер 1996 | Айзенах, Німеччина       | Челленджер | Ґрунт    | Карстен Браш       | Доналд Джонсон Франсіско Монтана | 3–6, 2–6           |
| Перемога  | 1–1  | Чер 1996 | Брауншвейг, Німеччина    | Челленджер | Ґрунт    | Карстен Браш       | Крістіан Бранді Філіппо Мессорі  | 6–3, 6–4           |
| Перемога  | 2–1  | Лип 1996 | Ульм, Німеччина          | Челленджер | Ґрунт    | Карстен Браш       | Гірт Дзелде Александар Кітінов   | 7–5, 6–3           |
| Перемога  | 3–1  | Лип 1996 | Оберштауфен, Німеччина   | Челленджер | Ґрунт    | Карстен Браш       | Максім Юар Гійом Маркс           | 6–2, 6–4           |
| Перемога  | 4–1  | Сер 1996 | Женева, Швейцарія        | Челленджер | Ґрунт    | Патрік Баур        | Жорж Бастл Мішель Кратохвіл      | 6–1, 6–1           |
| Перемога  | 5–1  | Вер 1996 | Альпірсбах, Німеччина    | Челленджер | Ґрунт    | Карстен Браш       | Гірт Дзелде Томас Нюдаль         | 1–6, 6–3, 7–5      |
| Перемога  | 6–1  | Вер 1996 | Бад-Заров, Німеччина     | Челленджер | Ґрунт    | Маркос Ондруска    | Паул Роснер Йост Віннінк         | 6–3, 6–3           |
| Поразка   | 6–2  | Лис 1996 | Ноймюнстер, Німеччина    | Челленджер | Килим    | Патрік Баур        | Стефен Нотебом Фернон Вібір      | 3–6, 4–6           |
| Перемога  | 7–2  | Кві 1998 | Ешпіню, Португалія       | Челленджер | Ґрунт    | Стефен Нотебом     | Альберто Мартін Томаш Анзарі     | 7–6, 7–5           |
| Перемога  | 8–2  | Сер 1998 | Женева, Швейцарія        | Челленджер | Ґрунт    | Рікард Берг        | Міхал Табара Радомир Вашек       | 6–2, 3–6, 6–4      |
| Поразка   | 8–3  | Лип 1999 | Оберштауфен, Німеччина   | Челленджер | Ґрунт    | Карстен Браш       | Едвін Кемпес Петр Лукса          | 5–7, 4–6           |
| Перемога  | 9–3  | Гру 1999 | Нюмбрехт, Німеччина      | Челленджер | Килим    | Дірк Діер          | Андреас Таттермуш Андреас Вебер  | 6–3, 7–5           |
| Перемога  | 10–3 | Чер 2000 | Брауншвейг, Німеччина    | Челленджер | Ґрунт    | Джефф Таранго      | Алекс Лопес Морон Альберт Портас | 6–2, 6–2           |
| Поразка   | 10–4 | Жов 2000 | Барселона, Іспанія       | Челленджер | Ґрунт    | Маркус Гільперт    | Томас Карбонелл Альберт Портас   | 7–5, 1–6, 4–6      |
| Перемога  | 11–4 | Жов 2000 | Еккенталь, Німеччина     | Челленджер | Килим    | Карстен Браш       | Їво Гойбергер Міхаель Кольманн   | 7–6(7–5), 6–3      |
| Поразка   | 11–5 | Лют 2001 | Гамбург, Німеччина       | Челленджер | Килим    | Карстен Браш       | Юліан Ноул Лоренцо Манта         | 3–6, 6–7(4–7)      |
| Перемога  | 12–5 | Чер 2001 | Брауншвейг, Німеччина    | Челленджер | Ґрунт    | Карстен Браш       | Фелісіано Лопес Франсіско Ройг   | 6–1, 6–1           |
| Перемога  | 13–5 | Сер 2001 | Менхенгладбах, Німеччина | Челленджер | Ґрунт    | Хайро Веласко мол. | Вім Нефс Д'ялмар Сістерманс      | 6–3, 6–3           |
| Перемога  | 14–5 | Чер 2002 | Вайден, Німеччина        | Челленджер | Ґрунт    | Душан Вемич        | Серхіо Ройтман Андрес Шнейтер    | 7–6(7–5), 6–2      |
| Перемога  | 15–5 | Січ 2004 | Німеччина F2, Штутгарт   | Ф'ючерс    | Тверде   | Роберт Ліндстедт   | Дмитро Власов Ловро Зовко        | 6–7(5–7), 6–3, 6–3 |

## Досягнення
| W | Ф | ПФ | ЧФ | #Р | КТ | К# | DNQ | A | NH |

### Одиночний розряд
| Турніри Великого шлему                 |     |     |     |     |     |     |     |     |     |     |        |       |     |
| Відкритий чемпіонат Австралії з тенісу |     |     |     |     | 3р  | 1р  | 2р  | 1р  | 1р  |     | 0 / 5  | 3–5   | 38% |
| Відкритий чемпіонат Франції з тенісу   |     |     | К2р |     | 2р  | 4р  | 2р  |     | 2р  | 2р  | 0 / 5  | 7–5   | 58% |
| Вімблдонський турнір                   |     |     |     |     | 2р  | 1р  | 3р  |     | 1р  |     | 0 / 4  | 3–4   | 43% |
| Відкритий чемпіонат США з тенісу       |     |     |     |     | 3р  |     | 1р  | 2р  |     |     | 0 / 3  | 3–3   | 50% |
| В-П                                    | 0–0 | 0–0 | 0–0 | 0–0 | 6–4 | 3–3 | 4–4 | 1–2 | 1–3 | 1–1 | 0 / 17 | 16–17 | 48% |
| Тур ATP Мастерс 1000                   |     |     |     |     |     |     |     |     |     |     |        |       |     |
| Відкритий чемпіонат Маямі з тенісу     |     |     |     |     |     |     |     | К1р |     |     | 0 / 0  | 0–0   | –   |
| Монте-Карло                            |     |     |     |     | К1р |     |     |     |     |     | 0 / 0  | 0–0   | –   |
| Гамбург                                | К1р | К2р | К1р |     | 1р  | 3р  | К2р | К1р | 1р  | К1р | 0 / 3  | 2–3   | 40% |
| Штутгарт                               |     |     |     |     |     |     |     | 1р  |     | NH  | 0 / 1  | 0–1   | 0%  |
| В-П                                    | 0–0 | 0–0 | 0–0 | 0–0 | 0–1 | 2–1 | 0–0 | 0–1 | 0–1 | 0–0 | 0 / 4  | 2–4   | 33% |

### Парний розряд
| Турніри Великого шлему                 |     |     |     |     |     |     |     |     |        |       |     |
| Відкритий чемпіонат Австралії з тенісу |     |     | 1р  | 1р  | 1р  |     | 3р  |     | 0 / 4  | 2–4   | 33% |
| Відкритий чемпіонат Франції з тенісу   |     |     | ЧФ  | 3р  |     |     | 2р  | 1р  | 0 / 4  | 6–4   | 60% |
| Вімблдонський турнір                   |     |     | 3р  | 2р  |     |     | 1р  |     | 0 / 3  | 3–3   | 50% |
| Відкритий чемпіонат США з тенісу       |     |     | 2р  |     |     | 3р  |     |     | 0 / 2  | 3–2   | 60% |
| В-П                                    | 0–0 | 0–0 | 6–4 | 3–3 | 0–1 | 2–1 | 3–3 | 0–1 | 0 / 13 | 14–13 | 52% |
| Тур ATP Мастерс 1000                   |     |     |     |     |     |     |     |     |        |       |     |
| Монте-Карло                            |     |     | К1р |     |     |     |     |     | 0 / 0  | 0–0   | –   |
| Гамбург                                | 1р  |     | 2р  | 2р  | 2р  | 2р  | 1р  | 1р  | 0 / 7  | 4–7   | 36% |
| Штутгарт                               |     |     |     |     |     | 1р  |     | NH  | 0 / 1  | 0–1   | 0%  |
| В-П                                    | 0–1 | 0–0 | 1–1 | 1–1 | 1–1 | 1–2 | 0–1 | 0–1 | 0 / 8  | 4–8   | 33% |